# Cauda-equina-Syndrom der Hunde
Das Cauda-equina-Syndrom – auch degenerative lumbosakrale Stenose (DLSS) oder Lumbosakralstenose – ist eine bei älteren Haushunden mittelgroßer und großer Rassen häufig auftretende degenerative neurologische Erkrankung, die durch starken Schmerz und im weiteren Verlauf durch Lähmungen gekennzeichnet ist. Sie entsteht durch eine Kompression der Nervenwurzeln am Ende des Rückenmarks, der sogenannten Cauda equina, infolge degenerativer Prozesse an der Wirbelsäule am Übergang von der Lendenwirbelsäule zum Kreuzbein. Die Krankheit entspricht in vielen Aspekten dem Cauda-equina-Syndrom des Menschen.

## Vorkommen
Die degenerative lumbosakrale Stenose ist eine sehr häufige Erkrankung bei älteren Hunden. Sie tritt vor allem bei Vertretern von Hunderassen auf, die schwerer als 20 kg sind. Eine Ausnahme stellt der Pudel dar, der ebenfalls häufig erkrankt. Von den großen Hunderassen sind insbesondere Deutscher Schäferhund, Riesenschnauzer, Siberian Husky, Dobermann, Rottweiler und Boxer betroffen.

## Krankheitsentstehung
Ursache der Erkrankung sind degenerative Veränderungen der Wirbelsäule. Dabei ist vor allem der Übergang vom letzten Lendenwirbel (L7) zum ersten Kreuzwirbel (S1), seltener der Übergang vom vorletzten zum letzten Lendenwirbel (L6–L7) betroffen. Der letzte Lenden- oder erste Kreuzwirbel ist häufig als sogenannter „Übergangswirbel“ ausgebildet, das heißt, er zeigt Baumerkmale des jeweils anderen Wirbelsäulenabschnitts, was häufig mit einer Instabilität verbunden ist. An dieser Stelle ist der Wirbelkanal außerdem sehr flach. Das Rückenmark ist am Lenden-Kreuz-Übergang bereits zu Ende, und im Wirbelkanal verlaufen die langen Nervenwurzeln („Cauda equina“) des Plexus sacralis, der für die Versorgung der Muskeln des Beckens und des Schwanzes sowie der meisten Muskeln der Hintergliedmaße zuständig ist.
Der Lenden-Kreuz-Übergang ist beim Laufen und Springen besonderen Belastungen ausgesetzt. Diese können bei älteren Hunden zu Abnutzungserscheinungen führen, womit sich eine Arthrose entwickelt. Übergewicht und Überlastung sind begünstigende Faktoren. Dabei kommt es zu Umbauvorgängen an den Wirbeln, zur Verdickung des Zwischenbogenbandes und oberen Längsbandes, zur Subluxation und unter Umständen auch zu einem Bandscheibenvorfall, wobei hier vor allem chronische (Typ-II-) Bandscheibenvorfälle krankheitsauslösend sind. Weitere Ursachen sind Tumoren im Wirbelkanal, Frakturen und Luxationen. Auch entwicklungsbedingte Veränderungen wie eine Osteochondrosis dissecans der Wirbelendplatte des Kreuzbeins und angeborene Verengungen spielen eine Rolle. Letztere treten vor allem bei kleinwüchsigen Hunderassen auf.
Diese Prozesse führen zu einer Verengung des Wirbelkanals (Stenose), wodurch ein mechanischer Druck auf die Nervenwurzeln ausgelöst wird und es zu einer Schädigung der Nervenfasern kommen kann. Die Kompression kann auch auf die versorgenden Blutgefäße wirken und somit eine Blutunterversorgung und damit zusätzliche Nervenschädigung verursachen.

## Klinisches Bild
Die klinischen Symptome einer lumbosakralen Stenose entwickeln sich schleichend und werden daher vom Tierbesitzer häufig übersehen oder als „normale“ Alterserscheinungen über längere Zeit nicht ernst genommen. Betroffene Tiere werden lauffaul, sind unwillig Treppen zu steigen und springen nur noch widerwillig. Die Ursache sind Schmerzen und Lähmungserscheinungen im betroffenen Bereich. Der Schmerz verringert sich nach ausgedehnten Ruhephasen (Boxenruhe) und wird bei Belastung stärker. Mit dem „Warmlaufen“ kann es wieder zu einer scheinbaren Besserung kommen.
Im weiteren Verlauf der Erkrankung stellen sich leichte Lähmungserscheinungen (Paresen) ein. Sie stellen sich anfangs nur undeutlich dar, wie z. B. in einer stärkeren Winkelung der Hintergliedmaße. Infolge des schleifenden Ganges nutzen sich die Krallen auf der Vorderseite stärker ab („Zehenschleifen“). Auch eine progressive Lähmung des Schwanzes ist möglich. Bei Fortschreiten der Erkrankung kommt es zu Muskelatrophie der Nachhandmuskulatur und zu Kot- und Harninkontinenz als Folge der Lähmung der Schließmuskeln von After und Blase. 
Die Oberflächensensibilität ist in der Regel nicht beeinträchtigt.

## Diagnostik
Erste Hinweise gibt eine Schmerzreaktion im Lenden-Kreuz-Bereich. Dazu wird der Schwanz überstreckt, die Hüftgelenke überstreckt und ein kräftiger manueller Druck auf den Lenden-Kreuz-Übergang ausgeübt. Die Reflexe der Hintergliedmaße (Flexorreflex, Tibialis-cranialis-Reflex, Patellarsehnenreflex) und der Perinealreflex sind häufig ungestört oder zumindest abgeschwächt erhalten.
Als bildgebendes Verfahren findet routinemäßig die Röntgendarstellung Anwendung. Allerdings stellen sich im Röntgenbild Stenosen nicht immer deutlich dar, vor allem wenn eine seitliche Verengung vorliegt. Eine Myelografie kann die Diagnose sichern, allerdings reicht die Hülle der harten Hirnhaut (Dura mater) in 20 % der Fälle nur bis zum letzten Lendenwirbel. Am sichersten sind Computertomografie und Magnetresonanztomografie, allerdings sind dies auch die teuersten Verfahren und sie sind nur an wenigen tiermedizinischen Einrichtungen verfügbar.
Differentialdiagnostisch müssen andere schmerzhafte Prozesse in der Region wie Knochenbrüche, Luxationen, Traumen mit Bluterguss oder Ödem sowie Tumoren im Wirbelkanal, Abszesse und Arthrosen des Hüftgelenks sowie die Kokzygeale Myopathie ausgeschlossen werden. Die Diskospondylitis und die Fibrokartilaginöse Embolie zeigen ein ähnliches klinisches Bild, treten aber zumeist hochakut auf. Degenerative Myelopathien entstehen zwar ebenfalls schleichend, sind aber nicht schmerzhaft.

## Therapie
In Fällen, in denen nur eine Schmerzsymptomatik vorliegt, kann eine konservative Therapie versucht werden. Sie besteht in strikter Einschränkung der Bewegungsfreiheit, also strenger Boxenruhe, gegebenenfalls mit Einsatz entzündungshemmender Glukokortikoide. Der Erfolg hängt auch vom Temperament des Hundes ab. Wenn es gelingt, ihn von übermäßigem Bewegungen abzubringen, können die arthrotischen Prozesse durch geringere Belastung des Lenden-Kreuz-Übergangs abheilen. Eine Gewichtsreduktion ist bei übergewichtigen Hunden unbedingt anzuraten.
In schweren Fällen ist eine chirurgische Therapie notwendig, die sich nach dem zugrundeliegenden Prozess richtet und darauf abzielt, die Raumforderung und damit den Druck auf die Cauda equina zu beseitigen. Sie kann in einer Entfernung des Wirbelbogens (Laminektomie), krankhaft veränderter Wirbelsäulenteile wie des Zwischenbogenbandes, der Bandscheibe, der Gelenkfortsätze (Fazettektomie) sowie in der Erweiterung der Nervenaustrittslöcher (Foraminektomie) oder der Stabilisierung des Lenden-Kreuz-Ubergangs mittels geeigneter Osteosyntheseverfahren bestehen.
Die Prognose ist meist gut, solange keine deutlichen Lähmungen auftreten. Im Gegensatz zum Rückenmark selbst haben die Nervenfasern der Cauda equina ein recht hohes Regenerationsvermögen. Bei sehr großen und temperamentvollen Hunden ist jedoch mit einer langen Heilungszeit zu rechnen, in der sich Dinge wie strikte Bewegungseinschränkung nur schwierig realisieren lassen.